# Dasyatis sabina
Espèce
Répartition géographique
Statut de conservation UICN

 LC  : Préoccupation mineure
Dasyatis sabina est une espèce de raie.